# قطعنامه ۱۹۳۹ شورای امنیت
قطعنامه ۱۹۳۹ شورای امنیت سازمان ملل متحد که در تاریخ ۱۵ سپتامبر ۲۰۱۰ تصویب شد، سندی بین‌المللی دربارهٔ بررسی وضعیت در نپال است. این قطعنامه طی نشست ۶۳۸۵ام با ۱۵ رای موافق، ۰ مخالف و ۰ ممتنع تصویب شد.